# Fussballclub Red Bull Salzburg 2018-2019
Questa voce raccoglie le informazioni riguardanti il Fußballclub Red Bull Salzburg nelle competizioni ufficiali della stagione 2018-2019.

## Maglie e sponsor
| Casa | Trasferta |

## Rosa
| N. |                                 | Ruolo | Calciatore               |
| -- | ------------------------------- | ----- | ------------------------ |
| 1  | Austria (bandiera)              | P     | Cican Stanković          |
| 3  | Svizzera (bandiera)             | D     | Jasper van der Werff     |
| 4  | Mali (bandiera)                 | C     | Amadou Haidara           |
| 6  | Camerun (bandiera)              | C     | Jérôme Onguéné           |
| 7  | Germania (bandiera)             | C     | Reinhold Yabo            |
| 8  | Mali (bandiera)                 | C     | Diadie Samassékou        |
| 9  | Israele (bandiera)              | A     | Moanes Dabour            |
| 11 | Bosnia ed Erzegovina (bandiera) | A     | Smail Prevljak           |
| 13 | Austria (bandiera)              | C     | Hannes Wolf              |
| 14 | Ungheria (bandiera)             | C     | Dominik Szoboszlai       |
| 15 | Brasile (bandiera)              | D     | André Ramalho            |
| 16 | Austria (bandiera)              | C     | Zlatko Junuzović         |
| 17 | Austria (bandiera)              | D     | Andreas Ulmer (capitano) |
| 18 | Giappone (bandiera)             | A     | Takumi Minamino          |

| N. |                                 | Ruolo | Calciatore            |
| -- | ------------------------------- | ----- | --------------------- |
| 19 | Corea del Sud (bandiera)        | A     | Hwang Hee-Chan        |
| 20 | Zambia (bandiera)               | A     | Patson Daka           |
| 21 | Norvegia (bandiera)             | A     | Fredrik Gulbrandsen   |
| 22 | Austria (bandiera)              | C     | Stefan Lainer         |
| 24 | Austria (bandiera)              | C     | Christoph Leitgeb     |
| 25 | Austria (bandiera)              | D     | Patrick Farkas        |
| 31 | Brasile (bandiera)              | P     | Carlos Miguel Coronel |
| 33 | Germania (bandiera)             | P     | Alexander Walke       |
| 34 | Croazia (bandiera)              | D     | Marin Pongračić       |
| 42 | Austria (bandiera)              | C     | Xaver Schlager        |
| 45 | Zambia (bandiera)               | C     | Enock Mwepu           |
| 55 | Bosnia ed Erzegovina (bandiera) | D     | Darko Todorović       |